# Montagna di Sainte Victoire
La Montagna di Sainte Victoire (in occitano: Mont Venturi) è un massiccio montuoso del sud della Francia nella regione Provenza-Alpi-Costa Azzurra.

## Caratteristiche

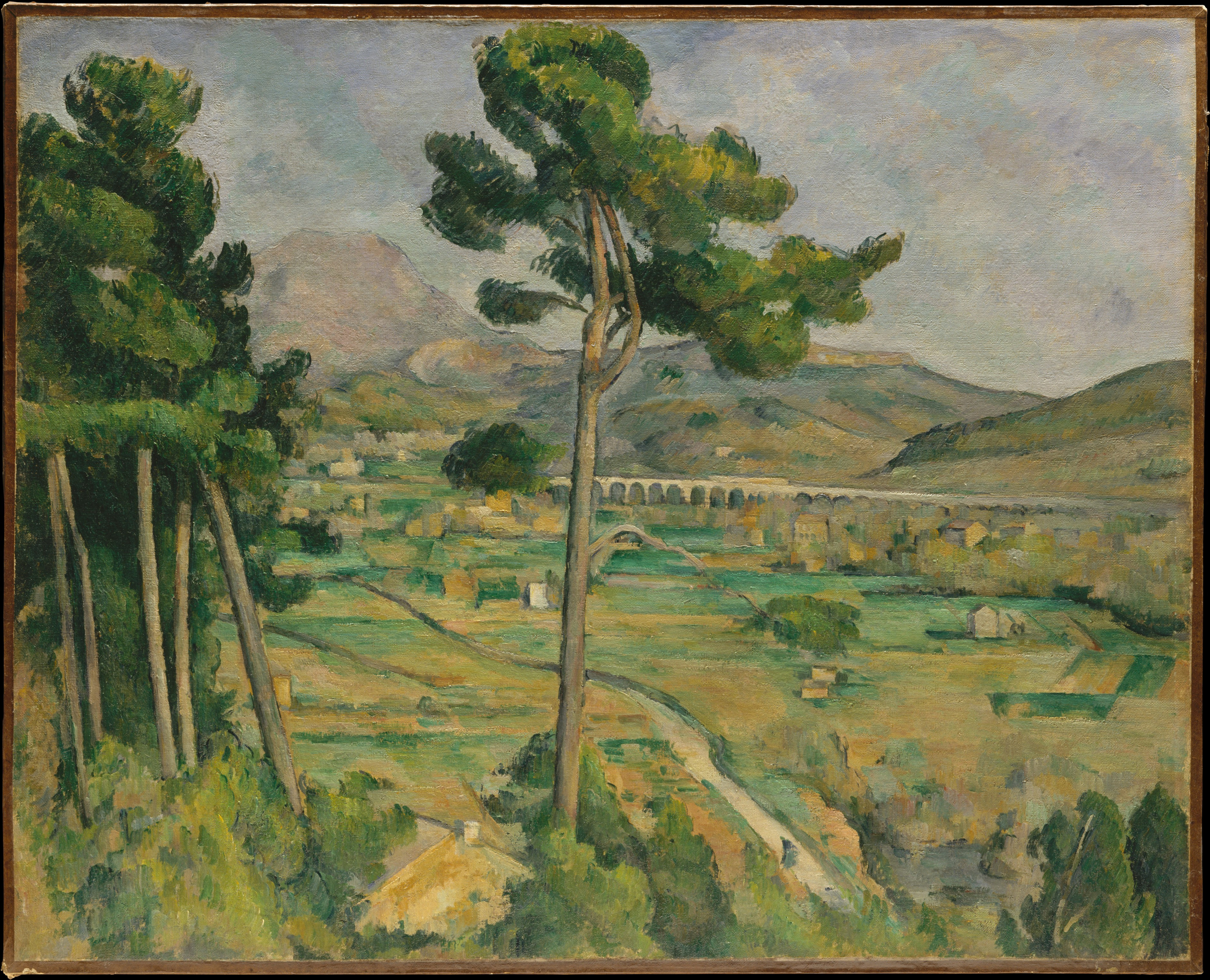
Dipinto di Paul Cézanne che ritrae il gruppo montuoso

Il massiccio è situato ad est di Aix-en-Provence ed ha conosciuto fama internazionale grazie a diverse opere pittoriche di Paul Cézanne. È stata anche dipinta da altri pittori, tra cui Maggie Siner.
Il massiccio ha una lunghezza di 18 chilometri tra i dipartimenti delle Bocche del Rodano e del Var. Si sviluppa per una larghezza di 5 chilometri.
La montagna più alta del massiccio è il Pic des Mouches che raggiunge i 1.011 m.

## Classificazione
La Partizione delle Alpi del 1926 includeva il massiccio nel sistema alpino e lo legava alla sezione alpina Prealpi di Provenza.
Secondo la più moderna letteratura il massiccio, per la sua conformazione geologica, non fa parte del sistema alpino. Conseguentemente la SOIUSA lo esclude dalle Alpi e lo inserisce nei cosiddetti Massicci di Bassa Provenza.